# 530
Cette page concerne l'année 530  du calendrier julien. Pour l'année 530 av. J.-C., voir 530 av. J.-C. Pour le nombre 530, voir 530 (nombre).
L'année 530 est une année commune qui commence un mardi.

## Événements
- 19 mai : Hildéric, roi des Vandales est déposé et jeté en prison par le neveu de Thrasamund, Gélimer, qui lui succède[1].
- Juin[2] ou juillet[3] : les Byzantins conduit par Bélisaire défont les Perses avec lesquels ils sont en guerre depuis cinq ans à la bataille de Dara.
- Été :  Victoire byzantine sur les Perses à la bataille de Satala, en Arménie. Elle est suivie de la défection des persarméniens Narsès et son frère Aratius qui rejoignent le camp byzantin[2].
- Août : le roi sassanide Kavadh Ier reçoit les envoyés de Justinien Rufin et Hermogène ; les négociations de paix commencent à l'automne[2].
- 22 septembre : début du pontificat de Boniface II (fin en 533) en compétition avec  l'antipape Dioscore (fin le 14 octobre)[4].
- 27 septembre : passage de la comète de Halley[5]
- 15 décembre : mise en place à Constantinople d'une commission dirigée par le questeur du palais Tribonien, chargée par l'empereur d'Orient Justinien de réaliser une compilation du droit romain pour l'adapter aux exigences du droit du VIe siècle[6].

- Justinien charge Narsès de fermer le temple d’Isis à Philaé, en Égypte[7].
- Thierry Ier, roi d'Austrasie attaque la Thuringe[8] (soumission définitive en 531).
- Guerres du Yémen (530-540). Justinien envoie une ambassade en Éthiopie pour demander une aide contre les Perses. Il s’agit de retirer aux Perses le commerce de la soie en le déviant par la mer Rouge[4]. Le souverain d’Aksoum accepte de tenter l’expédition, mais ne l’entreprend pas sérieusement.

## Naissances en 530
- Daniel de Bangor Fawr, évêque de Bangor.

## Décès en 530
- 22 septembre : Félix IV, pape.